# Aartsbisdom Lanciano-Ortona
Het aartsbisdom Lanciano-Ortona (Latijn: Archidioecesis Lancianensis-Ortonensis; Italiaans: Arcidiocesi di Lanciano-Ortona) is een in Italië gelegen rooms-katholiek aartsbisdom met zetel in de stad Lanciano. Het aartsbisdom behoort tot de kerkprovincie Chieti-Vasto en is suffragaan aan het aartsbisdom Chieti-Vasto.

## Geschiedenis
Het bisdom Lanciano werd opgericht op 27 april 1515 uit gebiedsdelen van het bisdom Chieti. Het werd onder direct gezag van de Heilige Stoel gebracht. Op 1 juni 1526 werd het bisdom door paus Clemens VII met de apostolische constitutie Super universas suffragaan gesteld aan het bisdom bisdom Chieti-Vasto.
Op 9 februari 1562 werd Lanciano door paus Pius IV met de apostolische constitutie Super universas  verheven tot metropolietaan aartsbisdom. Op 19 februari 1834 werd het gebied van het bisdom Ortona bij het aartsbisdom gevoegd. Op 24 november 1945 werd de naam van het aartsbisdom veranderd in aartsbisdom Lanciano en Ortona. Op 2 maart 1982 verloor het aartsbisdom de status van metropolietaan aartsbisdom. Het werd toen met de apostolische constitutie Fructuosae Ecclesiae suffragaan gesteld aan het aartsbisdom Chieti-Vasto. Op 30 september 1986 volgde nog een kleine naamsverandering naar aartsbisdom Lanciano-Ortona.

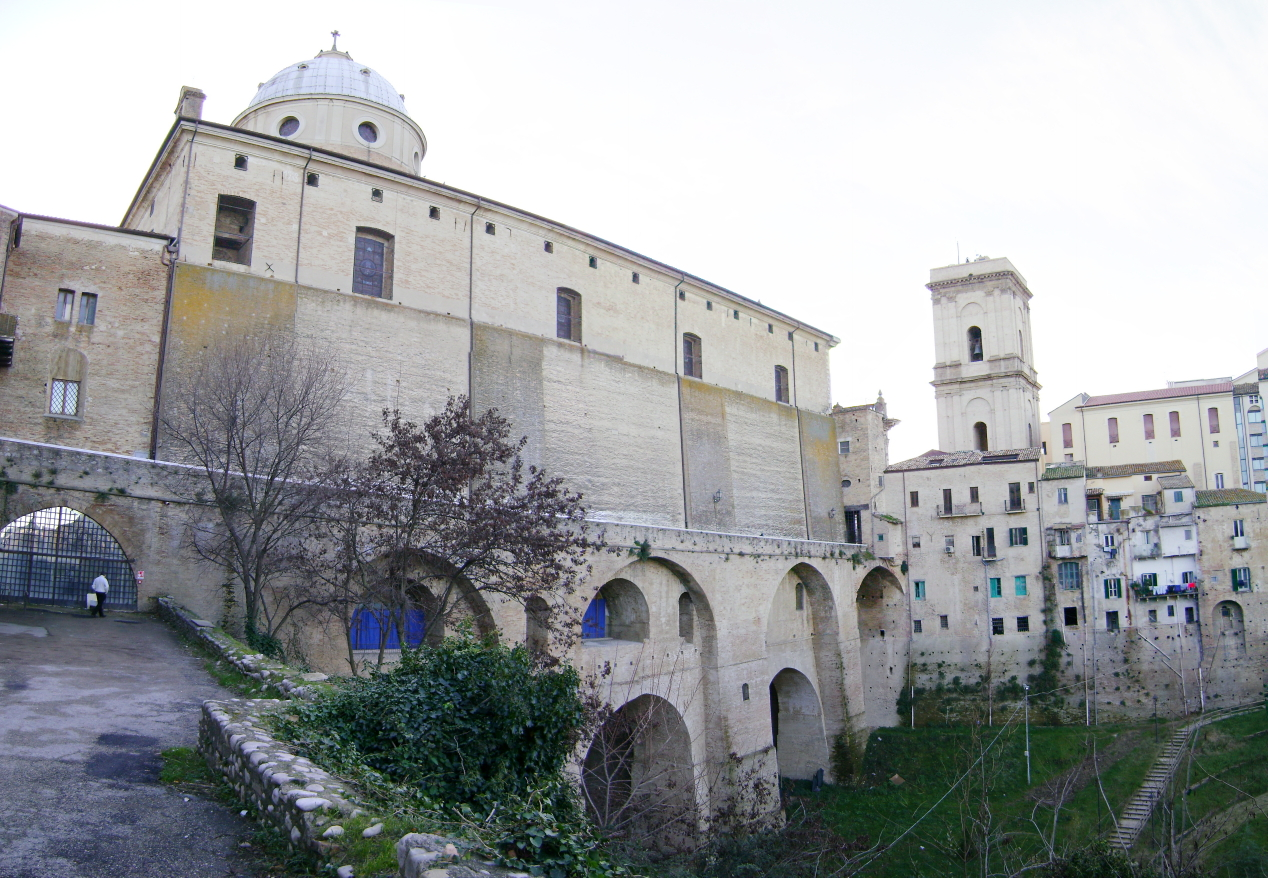
Kathedraal van Lanciano
Cokathedraal van Ortona